# Obóz koncentracyjny

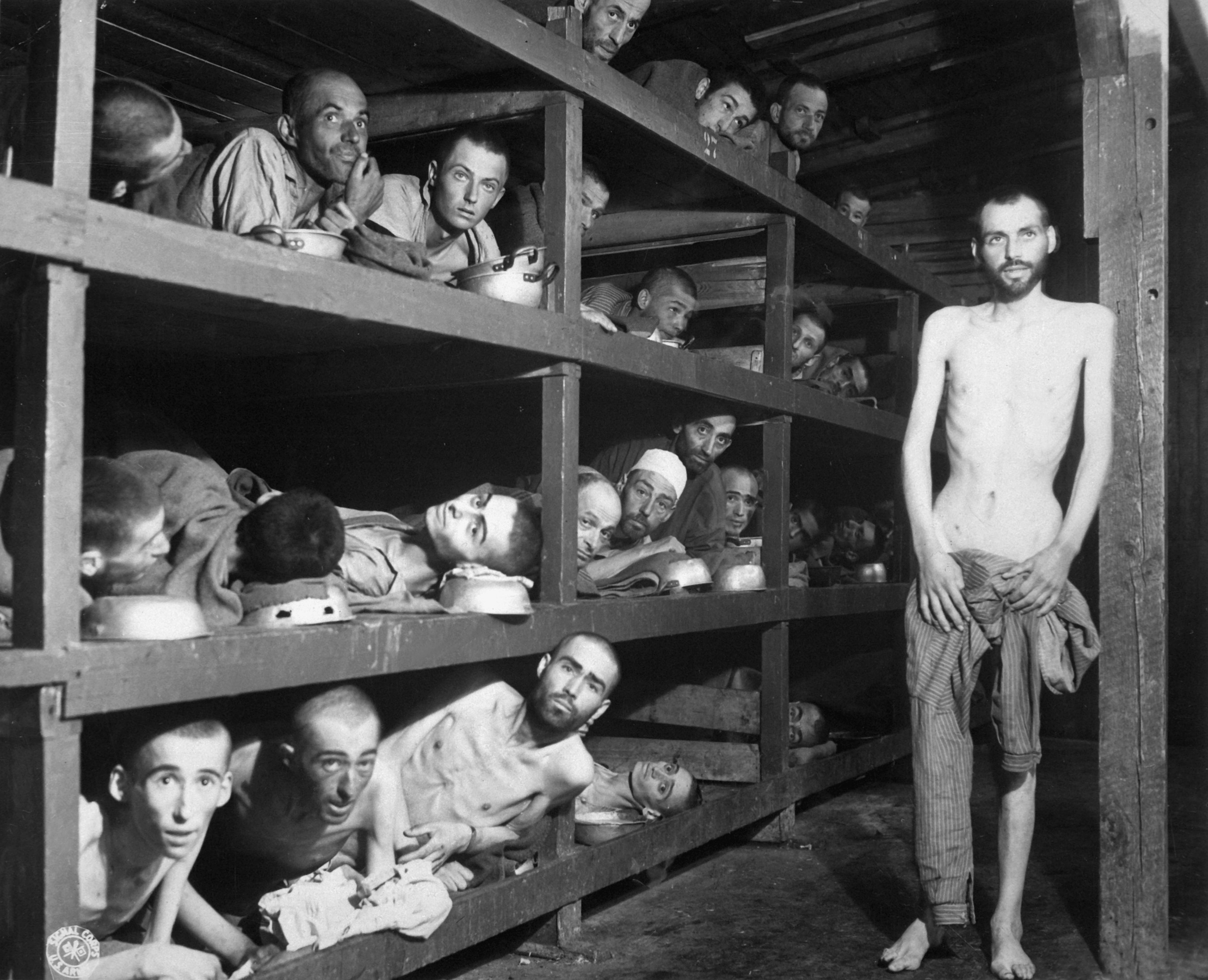
Żydowscy więźniowie leżą na pryczach. Zdjęcie pochodzi z obozu koncentracyjnego w Buchenwaldzie po jego wyzwoleniu przez amerykańskie wojska

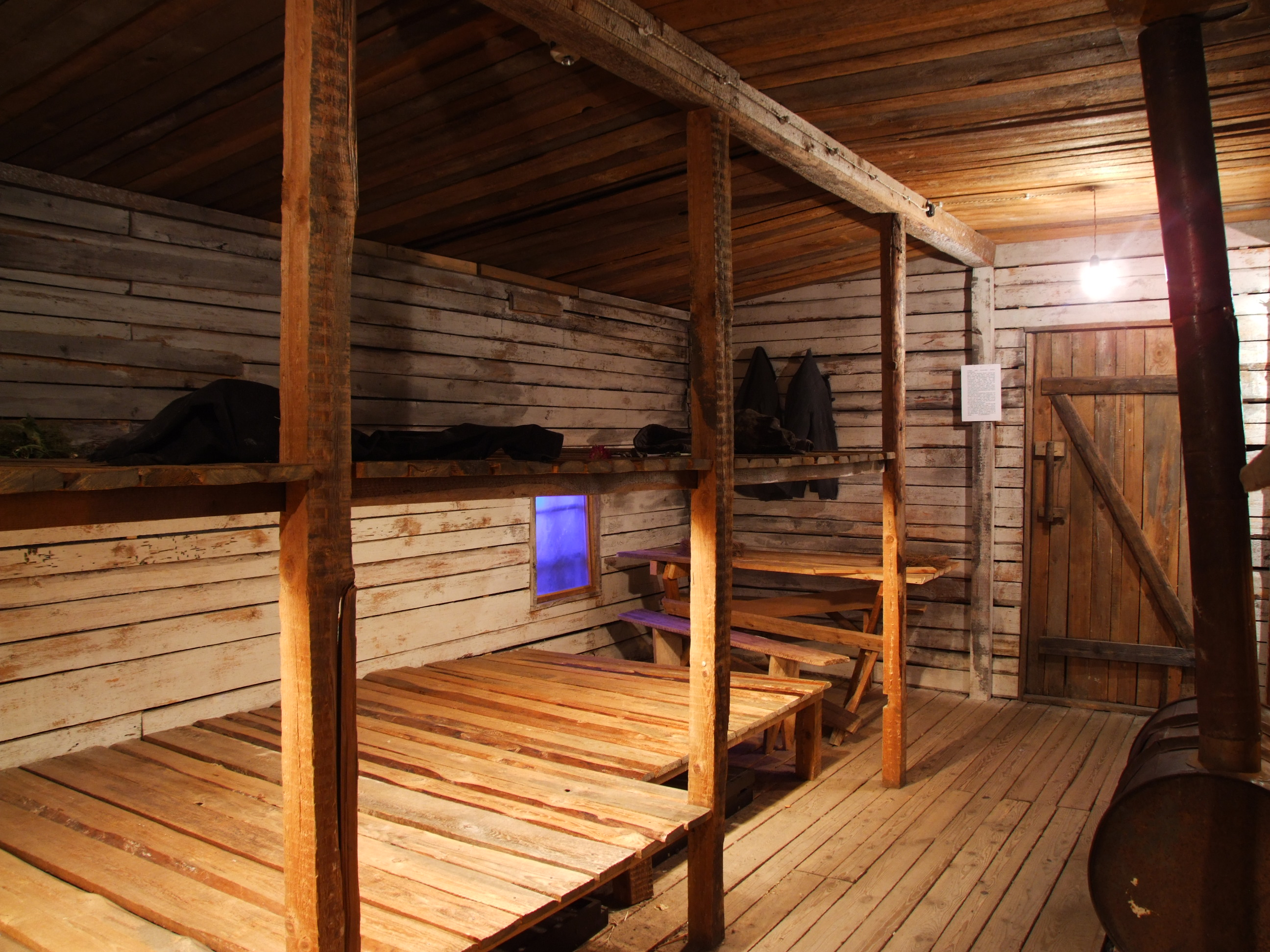
Rekonstrukcja typowego baraku mieszkalnego w obozach Gułagu – Muzeum Okupacji w Rydze

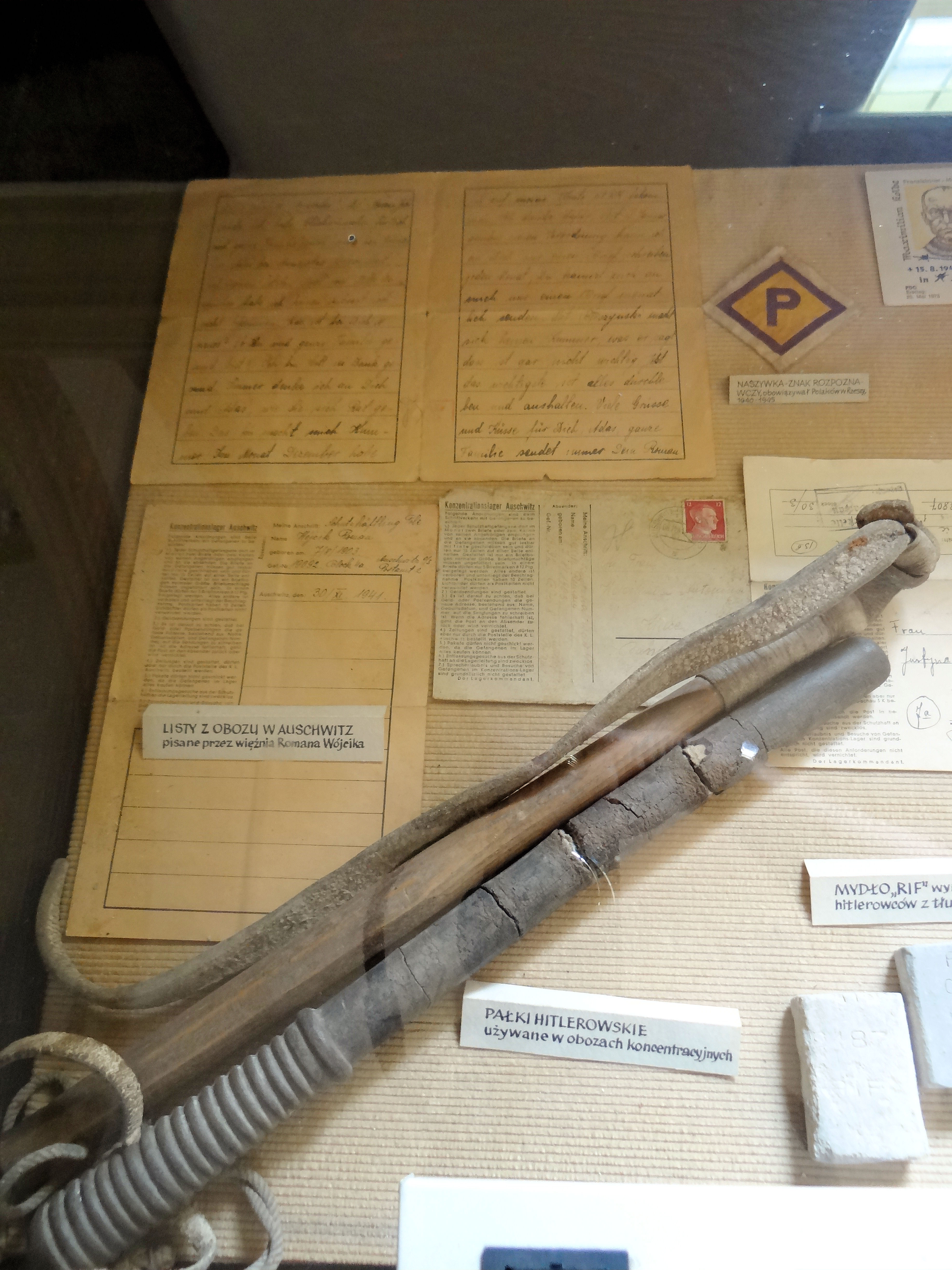
Pałki używane w hitlerowskich obozach koncentracyjnych do bicia więźniów

Obóz koncentracyjny – miejsce przetrzymywania, zwykle bez wyroku sądu, dużej liczby osób, uznawanych z różnych powodów za niewygodne dla władz. Służyć może różnym celom: od miejsca czasowego odosobnienia osób, wobec których zostaną podjęte później inne decyzje, poprzez obóz pracy przymusowej, czyli niewolniczej, aż po miejsce fizycznej eksterminacji.
Pojęcie obozu koncentracyjnego jest więc szerokie: od rodzaju zwykłego więzienia w postaci baraków na ogrodzonym i strzeżonym terenie, po „fabrykę śmierci”, czyli miejsce koncentracji ludzi przed ich celową zagładą w specjalnie w tym celu skonstruowanych urządzeniach do zabijania (głównie komorach gazowych), a następnie likwidacją ciał (krematorium). Ten ostatni rodzaj obozów koncentracyjnych, nazywany też obozami zagłady, tworzony był przede wszystkim przez Niemcy hitlerowskie (obozy niemieckie). Idea powstania i funkcjonowania obozów koncentracyjnych, których konsekwencją były obozy zagłady, jest jedną z największych porażek humanizmu człowieka w historii ludzkości.
Jeśli jednak w obozach koncentracyjnych nie morduje się osadzonych ludzi, zwykle łamie się w nich w większym lub mniejszym stopniu prawa człowieka, zwłaszcza prawa do nieuwięzienia bez sprawiedliwego procesu. W zasadzie rodzajem obozów koncentracyjnych o stosunkowo łagodnym rygorze są obozy internowania, również służące do tymczasowej koncentracji ludności.

## Obozy koncentracyjne w historii

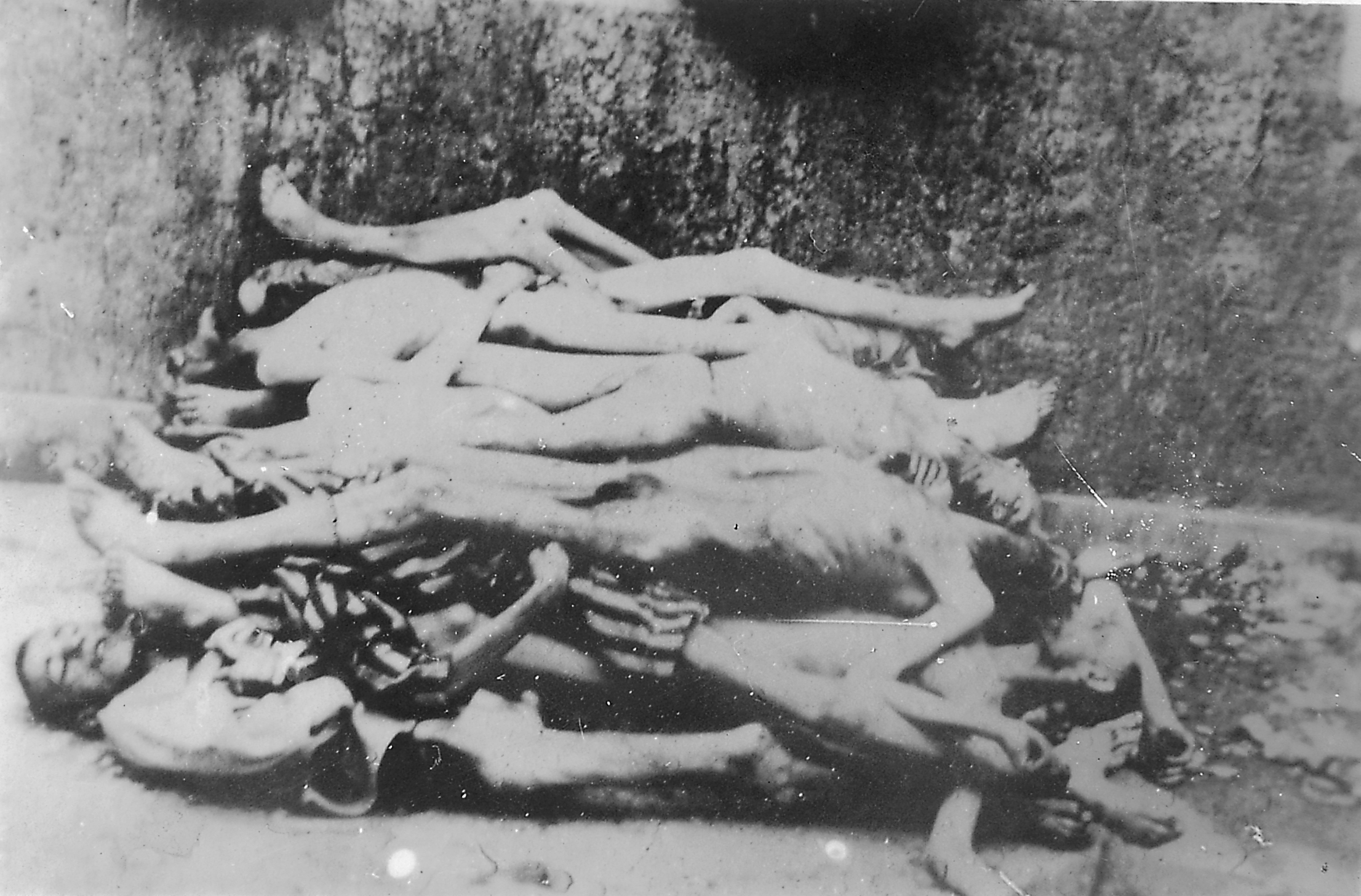
Ciała zmarłych na tyfus, obóz koncentracyjny Buchenwald

Według prof. Władysława Konopczyńskiego obozy koncentracyjne tworzyli Rosjanie dla jeńców polskich, uczestników konfederacji barskiej (II poł. XVIII w.). Istniały trzy takie obozy: w Połonnem, Warszawie i w pewnym miejscu na Litwie. Koncentrowani w nich konfederaci oczekiwali na zesłanie na Syberię.
Pierwsze obozy zastosowały władze hiszpańskie (gen. Valeriano Weyler y Nicolau) w 1896 roku na Kubie – wobec rebeliantów, ale także wobec chłopów niebędących powstańcami. Obozy nazwano „campos de concentración”. Hiszpańska polityka rekoncentracji miała służyć szybkiemu stłumieniu powstania na Kubie (1895-1898). Na mocy dekretu wydanego 21 października 1896 roku przez generała Weylera, każdy kto znalazł się poza wyznaczonymi przez władze kolonialne "strefami bezpieczeństwa" (obozami) był uznany za rebelianta i mógł zostać zabity. W hiszpańskich obozach panował głód i szerzyły się rozmaite choroby. Szacuje się, że w obozach koncentracyjnych na Kubie internowano ponad 300 000 osób, z czego ponad 10 000 zmarło w wyniku głodu i chorób.
Władze brytyjskie (gen. Horatio Herbert Kitchener) w czasie II wojny burskiej (1899–1902) zorganizowały „concentration camps” (obozy koncentracyjne) dla kobiet i dzieci Burów walczących przeciwko Anglikom. W obozach zmarło z głodu i chorób ok. 27 tys. (1/4) więźniów.
Okupacyjne wojska i władze amerykańskie na Filipinach, po zwycięstwie w wojnie z Hiszpanią, wykorzystały obozy wobec swoich dotychczasowych sojuszników w walce przeciw Hiszpanom – powstańców filipińskich oraz ludności cywilnej w latach wielkiego powstania Filipińczyków, wymierzonego w panowanie kolonialne (1899–1902).
Przed I wojną światową, w latach 1904–1907, Niemcy stworzyli obozy koncentracyjne w swojej kolonii, Niemieckiej Afryce Południowo-Zachodniej (dzisiejsza Namibia). Ciężka praca fizyczna, niedostatek żywności i zabójstwa spowodowały zgon 65 z 80 tys. członków plemienia Hererów i Namaqua. Współodpowiedzialnym za zbrodnie był ówczesny komisarz Niemieckiej Afryki Płd.-Zach., dr Heinrich Ernst Göring, ojciec Hermanna Göringa.
Niektórzy historycy zaliczają do kategorii obozów koncentracyjnych tzw. Miejsce Odosobnienia w Berezie Kartuskiej, więzienie zorganizowane przez władze II Rzeczypospolitej w latach 1934–1939 dla izolowania oraz udręczenia przeciwników politycznych. Określenie to stosowali m.in. Timothy Snyder, Czesław Miłosz i Karol Modzelewski. 

### Obozy koncentracyjne jako instrument masowego terroru w XX wieku
Na skalę masową obozy koncentracyjne pojawiły się w 1918 w Rosji Sowieckiej, a następnie w ZSRR już od początku istnienia tego państwa (1918/1919).
Obozy koncentracyjne powszechnie były tworzone przez Niemcy hitlerowskie od 1933. W okresie II wojny światowej były zakładane także na terenie krajów okupowanych, w tym Polski, i nosiły nazwę Konzentrationslager, w skrócie KL. Część z nich była również obozami zagłady dla Polaków i Żydów, przez co pojęcie obozu koncentracyjnego zostało w znacznym stopniu utożsamione z miejscem fizycznej eksterminacji ludzi. 
Również Niepodległe Państwo Chorwackie faszystowskich Ustaszy tworzyło obozy dla Serbów – m.in. w Jasenovacu.
W okresie od roku 1936 do 1947 na terenie Hiszpanii funkcjonowały frankistowskie obozy koncentracyjne, przeznaczone dla jeńców republikańskich i przeciwników reżimu. W Portugalii funkcjonował obóz koncentracyjny Tarrafal (znany jako „obóz powolnej śmierci”) na Wyspach Zielonego Przylądka (ówczesna kolonia portugalska). Początkowo więzieni w nim byli głównie przeciwnicy dyktatury Salazara oraz zwolennicy szeroko rozumianej lewicy, następnie obóz przeorganizowany został dla przywódców afrykańskiego ruchu narodowowyzwoleńczego.
W czasie II wojny światowej istniały też włoskie obozy koncentracyjne we Włoszech oraz Chorwacji: Rab (na chorwackiej wyspie Rab), Gonars (istniał w latach 1942–1943), Padova, Treviso, Renicci, Visco i inne. W tych obozach ginęli głównie Słoweńcy i Chorwaci, ale także osoby innych narodowości. O tych obozach szybko zapomniano i włoscy faszyści nigdy nie stanęli przed sądem międzynarodowym. W okresie okupacji Chin przez wojska japońskie cesarska tajna policja Kempeitai tworzyła i prowadziła na terenach okupowanych obozy pracy i obozy jenieckie, w których m.in. prowadzono eksperymenty na żywych ludziach z użyciem nowych rodzajów broni chemicznej i biologicznej (np. Jednostka 731).
W okresie po II wojnie światowej w Polsce istniały obozy, administrowane przez NKWD i Urząd Bezpieczeństwa, dla żołnierzy polskiego podziemia niepodległościowego, obozy pracy dla młodzieży antykomunistycznej oraz osób pochodzenia niemieckiego lub ukraińskiego. Są one klasyfikowane jako obozy koncentracyjne.
Współcześnie różne formy obozów koncentracyjnych istnieją wciąż w kilku państwach, przede wszystkim w Rosji (nazywane obozami filtracyjnymi w Czeczenii), Korei Północnej (kwalliso), Wietnamie, na Kubie i w Chinach. Tworzone były w latach 70. przez reżimy wojskowe Chile i Argentyny, w latach 90. XX w. podczas wojny domowej w Jugosławii, także w celach eksterminacji ludności.

### Obozy koncentracyjne w XXI wieku
Współcześnie obrońcy praw człowieka definiują amerykański obóz Guantanamo jako obóz koncentracyjny.